# بشر أبو رافع
بِشْر، وقيل: بُسْر، وقيل: بُشَير، وقيل بَشِير، وقيل: يُسْر، وقيل: ابن رافع، وقيل: رافع بن بِشْر المازني، وقيل: السلميّ، صَحابيّ من الأنصار، والد عبد الله بن بسر، يكنى: أبا رَافِع، نزل عندهم النبيُّ، فأكل عندهم، ودعَا لهم. وهو ليس من الصَّمَّاء في شيء، يُعدّ في أهل الشّام.
قال ابن منده: «له صحبة»، وذكره الشيخ الطوسي في أصحاب النبي محمد، وقال أبو القاسم الخوئي: «بسر (بشر) السلمي: (ابن السلمي) أبو رافع بن بشر: من أصحاب رسول الله صلى الله عليه وآله، رجال الشيخ».
رْوِى عنه ابنه رافع بن بشر، وابنه عبد الله بن بُسْر. روى بسر، أن رسول الله قال: «تَخْرُجُ نَارٌ تَسُوقُ النَّاسَ إِلَى المَحْشَرِ»، يُضْطَرَبُ فِيهِ. وروى بسر، أن النبي، قال: «يُوشِكُ أَنْ تَخْرُجَ نَارٌ تُضِيءُ لَهَا أَعْنَاقُ الإِبِلِ بِبُصْرَى، تَسِيرُ سَيْرَ بَطِيءَ الإِبِلِ، تَسِيرُ النَّهَارَ، وَتَقُومُ اللَّيْلَ». وروى أيضًا، أن النبي، قال: «تَخْرُجُ نَارٌ بِأَرْضِ حِبْسِ سَيَلٍ، تَسِيرُ سَيْرَ بَطِيءِ الإِبِلِ، تَكْمُنُ بِاللَّيْلِ، وَتَسِيرُ بِالنَّهَارِ، تَغْدُو، وَتَرُوحُ، يُقَالُ: غَدَتِ النَّارُ أَيُّهَا النَّاسُ، فَاغْدُوا، وَقَالَتِ النَّارُ أَيُّها النَّاسُ، فَقِيلُوا؛ وَرَاحَتِ النَّارُ أَيُّهَا النَّاسُ، فَرَوُحُوا؛ مَنْ أَدْرَكَتْهُ أَكَلَتْهُ». ورُوِي: «تخرج نار ببصرى».